# Buôn Ma Thuột
Buôn Ma Thuột is een stad in Vietnam en is de hoofdplaats van de provincie Đắk Lắk. Buôn Ma Thuột telt naar schatting 157.000 inwoners.